# Glyphomitrium daviesii
Glyphomitrium daviesii là một loài rêu trong họ Ptychomitriaceae. Loài này được (Dicks. ex With.) Brid. mô tả khoa học đầu tiên năm 1819.